# Temelucha signata
Temelucha signata là một loài tò vò trong họ Ichneumonidae.